# アライズプロジェクト
株式会社アライズプロジェクト（英: ARISE PROJECT inc.）は、日本の芸能事務所。主に声優のマネージメントを行っている。
アーツビジョンなどのグループ会社。

## 所属俳優・声優

### 男性
- 鏡宮隼志
- 加藤優
- 杉林晟人
- 土井正昭
- 富岡泰崇
- 富田涼介
- 中島卓也
- 濱上風音
- 町本成史

### 女性
- 岡本万柚
- 鎌倉有那
- 久保弥優
- 関ありあ
- 田向結月
- 綱島瑞恵
- 中林新夏
- 能城佳梨
- 濱中優羽
- 原口祥子
- 樋口桃

## かつて所属していた声優

### 男性
- 太田悠介（2021年引退）
- 吉原康平（2023年引退）

### 女性
- 小野寺瑠奈（2020年よりフリー）
- 二ノ宮愛子
- 村上まなつ（現所属：81プロデュース）
- 米山明日美